# Moon, 66 Questions
Moon, 66 Questions (Originaltitel Selene 66 Questions) ist ein Filmdrama von Jacqueline Lentzou, das im Juni 2021 bei den Internationalen Filmfestspielen Berlin seine Premiere feierte.

## Handlung
Nach einigen Jahren der Abwesenheit kommt Artemis nach Athen zurück. Ihr Vater Paris liegt im Krankenhaus. Der erst 54 Jahre alte Mann hatte vermutlich einen Schlaganfall und verhält sich nun wie ein Kind, wie Herr Iacovos es ausdrückt, der ebenfalls zu Besuch im Krankenhaus ist.
Artemis ist Einzelkind und ihre Eltern geschieden. Daher ist sie die Einzige, die sich um Paris kümmern kann. Wieder Zuhause schaut Paris meist den ganzen Tag fern. Er kann sich noch ohne viel Hilfe duschen, und damit das so bleibt, soll Artemis mit ihm regelmäßig Übungen machen. Der Physiotherapeut Angelos zeigt ihr, wie dies bei Menschen, die an der Autoimmunerkrankung Multiple Sklerose leiden, zu erfolgen hat, und die ganze Verwandtschaft, darunter  Tante Anna und Onkel Kostas, schaut Paris dabei zu, wie er die Übungen durchführt, die für ihn mit einer großen Kraftanstrengung verbunden sind. Die Verwandten sind zudem sehr darauf bedacht, dass Artemis  ganz genau zuschaut, um das alles zu lernen.
Artemis konnte nie eine richtige Beziehung zu ihrem Vater aufbauen, und auch jetzt gelingt ihr das nicht. Dass der wortkarge Mann so gut wie nie auf sie reagiert, verärgert Artemis zunehmend. Viel mehr noch regt es sie auf, wenn andere ihr Vorwürfe machen, wenn sie ihrem Vater nur zu helfen versucht. Als sie ihm einen Rollstuhl besorgt, um ihm ein wenig Selbständigkeit zurückzugeben, erklärt man ihr im Krankenhaus, dies könnte womöglich seinen Zustand verschlimmern und sie hätte vorher Rücksprache halten sollen. Artemis scheint zunehmend überfordert. Zwar kommt der Familienrat regelmäßig zusammen, um gemeinsam Bewerberinnen unter die Lupe zu nehmen, die Paris pflegen könnten, doch weder er noch seine Tochter werden in den Prozess involviert. Die Verwandten wissen eigentlich gar nicht genau, was Paris hat und führen das alles auf einen Geburtsfehler zurück.
Nachdem Artemis im Auto ihres Vaters Fotos findet, mit Liebesbriefen von Herrn Iacovos an ihn auf der Rückseite, versteht sie nach und nach, was in ihrer Familie läuft. Wenn Herr Iacovos, der Freund ihres Vaters, den sie schon von klein auf kennt, zu Besuch kommt, kann der plötzlich Dinge, die er sonst nicht auf die Reihe bekommt und scheint auch sehr vergnügt.
Sie sucht ihre Mutter auf und konfrontiert sie mit dem, was sie herausgefunden hat, doch die beantwortet ihre Fragen nicht. Schließlich spricht sie ihren Vater direkt darauf an, lässt ihn jedoch, ohne ihm irgendwelche Vorwürfe zu machen, aus der Situation entkommen, ohne dass sich Paris erklären muss. Sie gehen zum Essen aus, in ein schickes Restaurant, wo sie ihm einen Brief gibt, den sie für ihn geschrieben hat. Er will ihn später lesen, rückt neben seine Tochter und will mit ihr reden, bekommt jedoch kein Wort raus. Sie nehmen sich in den Arm.

## Produktion

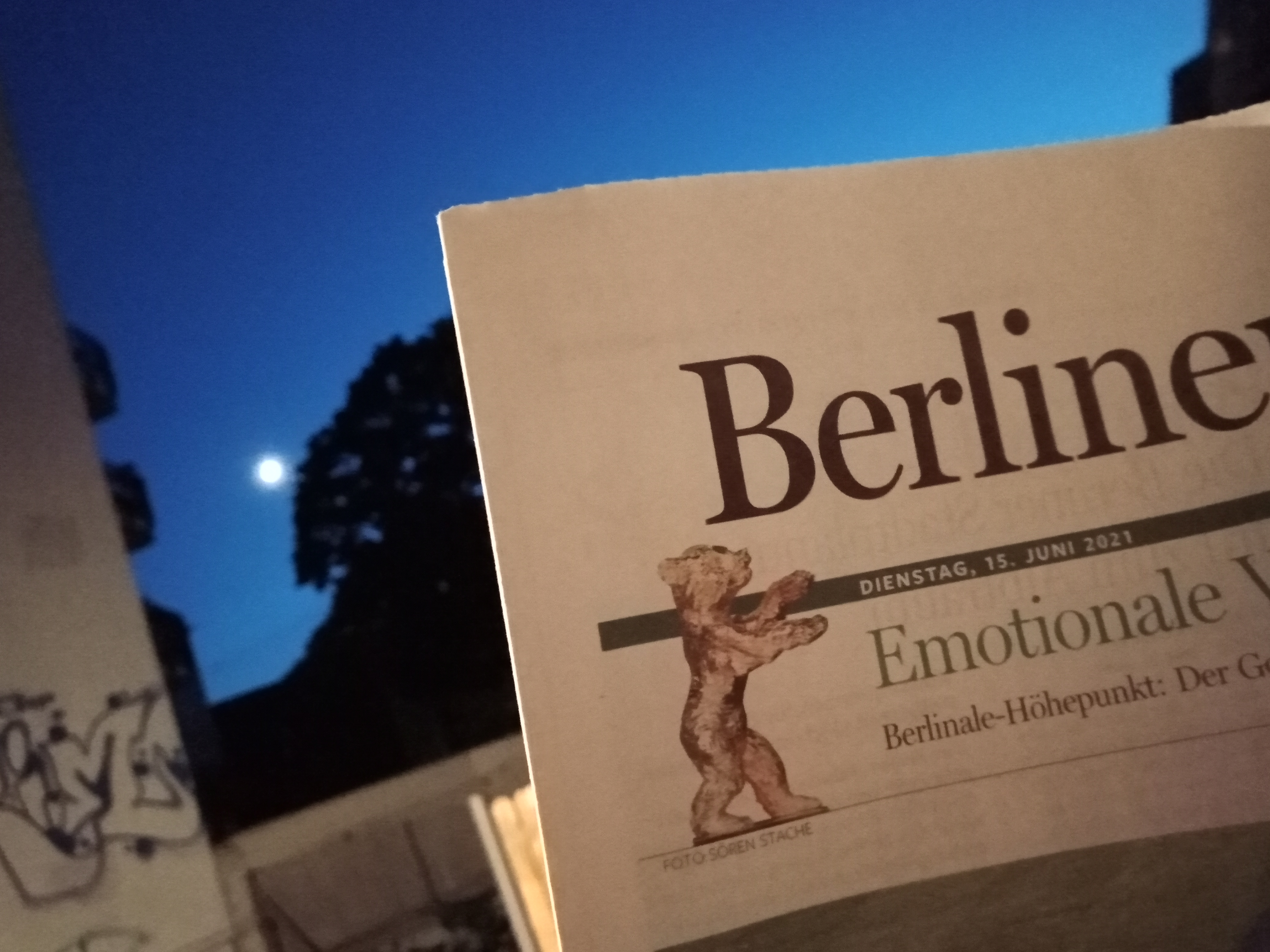
Die Premiere erfolgte am 15. Juni 2021 im Rahmen des Open Air stattfindenden Berlinale Summer Special

Es handelt sich bei Moon, 66 Questions um das Langfilmdebüt der Griechin Jacqueline Lentzou.
Die einzelnen Kapitel im Film werden durch verschiedene Tarotkarten eingeleitet, darunter „Der Magier“, „Die Welt“ und „Die Kraft“ aus der Großen Arkana.
Die offizielle, internationale Premiere erfolgte am 15. Juni 2021 im Rahmen des Open Air stattfindenden Berlinale Summer Special, wo der Film in der Sektion Encounters vorgestellt wurde. Wenige Tage später soll der Film in die französischen Kinos kommen. Bereits Ende April, Anfang Mai 2021 wurde er im Rahmen der Reihe New Directors / New Films gezeigt, einem gemeinsamen Filmfestival des New Yorker Museum of Modern Art und der Film Society of Lincoln Center. Im Oktober 2021 wurde er beim Film Fest Gent gezeigt und im November 2021 beim Thessaloniki International Film Festival. Ende Januar, Anfang Februar 2022 wurde er beim Göteborg International Film Festival vorgestellt, im März 2022 beim Glasgow Film Festival. Ende April, Anfang Mai 2022 wurde er im Rahmen des Filmfestivals Crossing Europe gezeigt. Im August 2022 sind Vorstellungen beim Vancouver Queer Film Festival geplant.

## Rezeption

### Kritiken
Von den bei Rotten Tomatoes aufgeführten Kritiken sind 94 Prozent positiv.

### Auszeichnungen
Cairo International Film Festival 2021
- Nominierung für den Arab Film Critics’ Award for European Films[10]

Crossing Europe 2022
- Nominierung im Competition Fiction[11]

Europäisches Filmfestival von Sevilla 2021
- Auszeichnung als Best Film in The New Waves (Jacqueline Lentzou)[12]

Internationales Filmfestival Thessaloniki 2021
- Auszeichnung als Beste Schauspielerin (Sofia Kokkali)[13]

Internationale Filmfestspiele Berlin 2021
- Nominierung in der Sektion Encounters
- Nominierung als Bester Erstlingsfilm
- Nominierung für den Teddy Award[14][15]

Iris Awards 2022
- Auszeichnung als Bester Hauptdarsteller (Lazaros Georgakopoulos)
- Auszeichnung für den Besten Filmschnitt (Smaro Papaevangelou)[16]

New Horizons International Film Festival 2021
- Nominierung im internationalen Wettbewerb[17]

Reykjavík International Film Festival 2021
- Nominierung für den Golden Puffin Award im Hauptwettbewerb
- Auszeichnung mit dem Golden Puffin in der Sektion New Visions (Jacqueline Lentzou)[18][19]

Sarajevo Film Festival 2021
- Nominierung im Wettbewerb für das Heart of Sarajevo (Jacqueline Lentzou)
- Auszeichnung mit dem Cineuropa Award (Jacqueline Lentzou)
- Nominierung für den Preis für Geschlechtergleichheit[20][21][22]